# Świerczyna (województwo świętokrzyskie)
Świerczyna – wieś w Polsce położona w województwie świętokrzyskim, w powiecie pińczowskim, w gminie Działoszyce.
| SIMC    | Nazwa         | Rodzaj    |
| ------- | ------------- | --------- |
| 0237788 | Nowiny        | część wsi |
| 0237794 | Żółta Kolonia | część wsi |

W latach 1975–1998 miejscowość położona była w województwie kieleckim.